# Pipistrello (araldica)
In araldica il pipistrello simboleggia l'aiuto reciproco (due di essi, se molestati, si aiutano a vicenda) e la sicurezza (volando intorno alla casa scongiura i malefici).

Il pipistrello è rappresentato, di norma, visto di fronte e spiegato cioè con le ali aperte.

Pipistrello d'argento spiegato (stemma di Fiefbergen, Germania)
D'azzurro, al monte d'argento sormontato da due pipistrelli spiegati d'oro. Motto: Neutro se tenebrant (Montchauvet, Francia)
Pipistrello di nero (Dolní Hořice, Repubblica Ceca)
Tre torri sormontate da un pipistrello spiegato di nero (città di Albacete, Spagna)
Pipistrello come cimiero nello stemma della città di Valencia, Spagna